# Схедий
Схедий (др.-греч. Σχέδιος) — персонаж древнегреческой мифологии, царь Фокиды, упомянутый в «Илиаде» Гомера. Брат Эпистрофа, один из женихов Елены, участник Троянской войны. Был убит Гектором.

## Мифы
Античные авторы называют Схедия сыном Ифита и Ипполиты, потомком по мужской линии Фока — эпонима Фокиды, сына морского бога Посейдона либо внука коринфского царя Сизифа. Схедий был царём Фокиды (Псевдо-Гигин называет его аргивянином, но это явная ошибка). Жил он в Панопее, что географ II века Павсаний объяснял страхом царя перед беотийцами: через Панопею проходил «самый лёгкий путь нападения из Беотии на Фокиду», и Схедий использовал этот город как укрепление.
В числе многих героев Схедий претендовал на руку спартанской царевны Елены. Приёмный отец последней Тиндарей, чтобы не сделать отвергнутых женихов своими врагами, по совету Одиссея обязал всех претендентов поклясться, что они признают будущего мужа Елены и придут на помощь, «если избранный жених подвергнется опасности в связи с предстоящей свадьбой». В итоге супругом Елены стал Менелай, а Схедий оказался связан клятвой на всю жизнь. Когда через 10 лет троянский царевич Парис при содействии Афродиты похитил Елену, Схедий со своим войском был вынужден влиться в армию ахейцев, отправившуюся к стенам Трои.
Как участник Троянской войны Схедий упоминается в «Илиаде» Гомера. Здесь он вместе с братом Эпистрофом командует 40 кораблями с фокейцами (Псевдо-Гигин уточняет, что Схедий был военачальником над 30 кораблями, а Эпистроф — над 10). Гомер перечисляет подвластные Схедию и Эпистрофу земли «вдоль по Кефиссу реке, у божественных вод», из которых они набрали своё войско. К ним относились Кипарисс, Дельфы, Криса, Давлида, Панопея, Гиамполь, Анемория и Лилея. На основании этого списка в историческую эпоху фокейцы обосновывали свои претензии на неподвластные им Дельфы. Так, Диодор Сицилийский передаёт слова политика и военачальника IV века до н. э. Филомела, произнесённые перед началом Третьей Священной войны: Филомел на основании гомеровских строк утверждал, что Дельфы принадлежат фокидянам «по праву наследства от их отцов».
Под стенами Трои Схедий был убит. Согласно Гомеру, во время схватки над телом Патрокла троянский царевич Гектор бросил дротик в Аякса Теламонида, но тот уклонился, и дротик попал в Схедия. По данным «Илиады», ещё раньше, в битве у кораблей, Гектор убил другого фокидского вождя по имени Схедий, сына Перимеда, и в науке существует мнение, что изначально речь шла об одном и том же персонаже. Останки Схедия отвезли на родину. В другой версии мифа, изложенной Ликофроном, после разрушения Трои фокейские воины отправились не домой, а в Южную Италию, и поселились в области города Темеса. Некоторые схолиасты утверждали даже, что Схедий выжил под Троей и сам возглавил колонистов вместе с братом.

## Память
Во II веке н. э. путешественникам показывали могилу Схедия и Эпистрофа в фокейском городе Антикира. Над ней, по словам Павсания, стоял «памятник из простого камня». Страбон при описании разрушенного Дафнунта в Фокиде упоминает другое место погребения героя под названием «Схедий».
Павсаний описал картину художника V века до н. э. Полигнота «Одиссей в царстве мертвых», хранившуюся в Дельфах, в здании лесхи («места для разговоров»). На ней, наряду с другими героями, изображён Схедий с кинжалом в руках и венком на голове.
Именем Схедия назван астероид Юпитера, открытый 25 сентября 1973 года голландскими астрономами Корнелисом Йоханнесом ван Хаутеном, Ингрид ван Хаутен-Груневельд и Томом Герельсом в Паломарской обсерватории.
Сватовство к Елене и клятва женихов описаны в романе австралийской писательницы Колин Маккалоу «Песнь о Трое» (1998).